# Phallocrypt
Phallocrypt – element samczych narządów genitalnych owadów.
Kieszeń fallobazy lub ściany komory genitalnej (reprezentująca prawdopodobnie „endotekę”) obejmująca nasadę edeagusa. 
U motyli wargi obejmującego nasadę edeagusa „fallokryptu” mogą być wyciągnięte w rurkowatą tekę obejmującą edeagus, której wewnętrzne ścianki mogą być zesklerotyzowane, tworząc anellus.